# Sant Cosme (El Prat de Llobregat)
Sant Cosme es un barrio del municipio de El Prat de Llobregat, en la provincia de Barcelona, España. Está situado al sureste del municipio, delimitado por la avenida Onze de Setembre y el polígono industrial de Mas Mateu, la avenida del Remolar, el barrio de Les Palmeres, la Ronda Sud con el parque Parc Nou y el aeropuerto del Prat.
Tiene una población de 8.006 personas, el 11,% del total del municipio, en 2.346 viviendas construidas en la década de los 60. Cuenta con otro sector de viviendas de Remolar Sur (paseo Joan Carles I) con 205 viviendas, construidas en 2006. Es la zona de la comarca del Baix Llobregat con menos renta por hogar.

## Historia
Sant Cosme se empezó a edificar a través de una de las promociones de vivienda pública entre los años 1962 y 1967, llevadas a cabo por la Obra Sindical del Hogar. Este polígono de viviendas iba dirigido a acoger a las familias desplazadas del barrio de barracas de Montjuic y a las familias afectadas por las inundaciones del delta del Llobregat causadas por las riadas del Vallés el 25 de septiembre de 1962 y las de 1967.
El polígono formó parte de las llamadas UVA's, o Unidades Vecinales de Absorción, que se construyeron en el área municipal de Barcelona y en el resto del país. Sant Cosme contó con 2.300 viviendas y 13.800 personas reubicadas. Los otros dos barrios de la misma promoción fueron Cinco Rosas de San Baudilio de Llobregat (actualmente Camps Blancs) con 1.500 viviendas y 8.000 personas, y El Pomar de Badalona con 2.000 viviendas y 9.366 personas.
Estos polígonos de viviendas se ubicaban en la periferia de la ciudad, así como en otros municipios como Badalona, El Prat o San Baudilio, y en general no tuvieron en cuenta aspectos como las necesidades laborales o el arraigo de sus habitantes. Eran barrios sin urbanizar, sin equipamientos y servicios básicos como alcantarillado o agua corriente, lo que hizo que se los conociera como barrios de "barraquismo vertical". La construcción y materiales de estos bloques de viviendas a menudo eran de baja calidad y se degradaban rápidamente.
Tras el deterioro sufrido durante los primeros años y la falta de equipamientos básicos en el barrio como escuelas o centros de salud, en la década de los años 70 se inició un movimiento de lucha vecinal. Tras varios años de reivindicaciones a través de la Asociación de Vecinos de San Cosme y San Damián se inició la remodelación del barrio en siete fases, iniciadas en 1978 y terminadas en 2005 a través de ADIGSA. Este proceso supuso el derrumbe y reconstrucción de todos y cada uno de los más de 2.300 bloques de pisos ya que el 100% de las viviendas del barrio son viviendas de protección oficial. La séptima y última fase, que implicó la zona llamada informalmente como sector 801, estaba pensada para todas aquellas familias de mayor vulnerabilidad que habían quedado fuera del resto de procesos de reubicación, en su mayoría de etnia gitana.
En los años 1980 Sant Cosme se convirtió en un centro de compra-venta de drogas, que junto a La Mina, San Roque o Casa Antúnez formaban parte de las zonas más conflictivas del Barcelonés. Y aunque con los años y gracias a la presión vecinal la presencia de la droga en el barrio fue disminuyendo, sigue siendo un barrio utilizado para el cultivo de marihuana a gran escala. A nivel municipal se inicia en los 90 el Plan de Actuación de Sant Cosme para paliar las situaciones de vulnerabilidad social de las familias del barrio.

## Infraestructuras
El barrio cuenta con una guardería, dos colegios y dos institutos, un equipamiento cívico, un polideportivo público Julio Méndez, dos comisarías, una del cuerpo de Mozos de Escuadra, y otra de la policía local, una base de bomberos, el Centro Urbano de Rehabilitación de Toxicómanos, los juzgados de primera instancia del Prat de Llobregat y el centro de salud Pujol i Capsada.
En 2007 se inauguró la sede de Fundesplai (Fundació Catalana de l'Esplai)diseñada por el arquitecto Carlos Ferrater Lambarri, que acoge las oficinas administrativas de la entidad, así como con un alberque de 300 plazas y una escuela de naturaleza especializada en el delta.

## Transporte
Cuenta con la estación de Parc Nou de la línea 9 del metro de Barcelona, finalizada en 2016.